# オフィスユー
『オフィスユー』 (office YOU) は、集英社クリエイティブ（旧・創美社）が発行、集英社が発売するOL向けの月刊漫画雑誌。1985年（昭和60年）3月に創刊。発売日は刊行月前々月23日。連載された作品は「オフィスユーコミックス」、「創美社コミックス」レーベルより発刊されている。
集英社が発表した広告媒体資料によるとオフィスユーの読者層は元々20代以上の主婦とOLが中心であった。2020年時点では40代以上が読者層の82%を占めている。

## 連載中作品
※2025年7月号現在
- お家にかえろう（七草セリ）
- オンナ59歳 熟れたり枯れたり恋したり（みなみなつみ）：2022年10月号 -
- かろりのつやごと Season2（小田ゆうあ）：2025年5月号[3] -
- 今日きみの手をとってあの空の下（宮川匡代）：2024年10月号 -
- グランマ!（赤星たみこ）
- 幸せそれともふしあわせ（浄土ヶ浜さおり）
- しっぽ街のコオ先生（たらさわみち）
- シマウマはワンワンと鳴く（和田育子）
- 親友いないの誰？（山田可南）
- 1,000円のしあわせ（シタラマサコ、原作：早川光）：2024年1月号 -
- 揃わない家族（小田扉）：2024年8月号 -
- 2025夏まで（長浜幸子）：2023年12月号 -
- 日日べんとう 荒井銀次のあれこれ（佐野未央子）：2025年4月号[4] -
- ネコとわたしのふたり暮らし（田辺チカ）：2025年1月号[5] -
- のこふくごはん（吉梅詩織）
- Bar 白色天 Resurrection（森田智）
- 母40歳、女子高生になりました（七尾ゆず）：2023年4月号 -
- ハルキくんは今日もあなたを癒やします。（原田妙子）：2025年3月号[6] -
- ピース イン ハンド（聖千秋）：2023年1月号 -
- 夫婦の体温（幸田育子）
- ブラックリストの食えない男（美波はるこ）：2025年4月号[4] -
- 魔女の王国（深沢かすみ）：2024年9月号 -
- 余命1年、目覚めたらハイスペ家族の娘でした（六花チヨ）：2024年6月号 -
- 霊感工務店リペア（池田さとみ）

## 過去のおもな連載作品
- あなたとは遊びです〜正しくはない恋〜（みなみなつみ）： - 2022年8月号
- あなたの幸せ探します〜Camel & Lion〜（板羽皆）：2023年7月号 - 2024年11月号
- あの人は昨日と同じ空を見上げてる（宮川匡代）： - 2024年9月号
- Mお嬢様とS執事（渋谷うらら）：2015年4月号 - 2016年3月号
- おいしい銀座（酒川郁子）
- おいでよ 動物病院！（たらさわみち）
- おしかけ従者と私の結婚（六花チヨ）：2023年3月号 - 2024年1月号
- 夫をこの世から消そうと決めました（原田妙子）： - 2023年5月号
- おひとりさま母さん（七尾ゆず）
- ガラスの闇（池田理代子）
- かろりのつやごと（小田ゆうあ）： - 2025年3月号[6]
- 金のごはん、銀のごはん。（遠野かず実）： - 2023年11月号
- ケイ×マイ（伊藤いと）： - 2025年3月号[7]
- 恋はお金じゃ買えません（桜沢エリカ）： - 2022年10月号
- KOUSHOKUダンディ（柳沢きみお）
- ここに集まれ！（小川みどり）
- 金色のカルマ（深沢かすみ）： - 2022年9月号
- 斉藤さん（小田ゆうあ）
- ザッ!! エンジェルズ（みとみゆん） - 2022年8月号
- ザ・ベンテン（長浜幸子）
  - マジ!!ベンテン（長浜幸子）
- さよなら夫婦（山田可南）： - 2023年4月号
- 幸せの地図（深沢かすみ）：2023年2月号 - 2024年5月号
- ジャコモ・フォスカリ（ヤマザキマリ）
- 修羅の棺（長浜幸子）
- 少女は漂流する（長浜幸子）
- 娼年（幸田育子）
  - 逝年（幸田育子）
- シングル・マザー（津雲むつみ）：1986年4月号 - 1986年7月号
- 人生は薔薇の色（きら）
- 新・トルコで私も考えた 2021（高橋由佳利）： - 2023年2月号
- スパデート（聖千秋）
- そして、晴れになる（天堂きりん）
- 天の回廊（樫みちよ）
- 橘探偵事務所（長浜幸子）
- 他人同士（井上洋子）
- 月の夜 星の朝35ans（本田恵子）
- 椿散華（津雲むつみ）：1987年6月号 - 1987年11月号
- 艶姿純情花吹雪（長浜幸子）
- 天使たちの街（柴田あや子）
- 天然家族（萩岩睦美）
- 天をめぐる惑星で（林晴々）：2023年5月号 - 2025年6月号[8]
- Do Da Dancin'! ヴェネチア国際編（槇村さとる）
- 隣の男はよく食べる（美波はるこ）：2019年3月号 - 2025年2月号[9]
- 泥の花（のがみけい）
- 名前はとうに失われた（長浜幸子）
- 日日べんとう（佐野未央子）
- 花の褥（のがみけい）
- 花守りの家（深沢かすみ）
- 美食のお時間（酒川郁子）
- ファイト!（佐々木潤子）
- ひだまり日記（小川みどり）
- 陽の末裔（市川ジュン）
- ふくろうの家（あまねかずみ）
- ふれなばおちん（小田ゆうあ）
- 僕とシッポと神楽坂（たらさわみち）
- 星屑アンティーク（稚野鳥子）：2021年7月号 - 2023年9月号
- 本家のヨメ（岡田理知）
- 愛美のレゾネ（原作脚本：安江渡、酒川郁子）：2012年8月号 -
- まひるのランチずし（原作：早川光、漫画：村上ジュンコ）： - 2023年6月号
- 水のルージュ（津雲むつみ）：1986年11月号 - 1987年3月号
- 八朔の雪 みをつくし料理帖（岡田理知）
- Moonlight Flowers（津雲むつみ）：1989年11月号 - 1991年1月号
- 結ばれた先の赤い糸（原作：志月かなで、漫画：絹川コウ）： - 2023年5月号
- 夢魔（深見じゅん）
- 40歳ではじめて（かねこゆかり）：2024年3月号 - 2025年5月号[10]
- LP〜ライフ・パートナー〜 3番目の配偶者（おざわゆき）
- リブラブ（小田ゆうあ）
- 私でも家 買えますか？（七尾ゆず）： - 2023年3月号
- わたしの家はフツー（佐野未央子）： - 2023年7月号
- 笑わない女（長浜幸子）： - 2023年11月号
- ワン恋！（原田妙子）：2023年12月号 - 2024年12月号

## 実写化
| 作品               | 放送年          | 制作                | 備考                           |
| ------------------ | --------------- | ------------------- | ------------------------------ |
| 本家のヨメ         | 2001年          | よみうりテレビ、MMJ |                                |
| おいしい銀座       | 2008年（特番）  | テレビ朝日          | タイトルは「おいしいデパ地下」 |
| 斉藤さん           | 2008年（第1期） | 日本テレビ          |                                |
| 斉藤さん           | 2013年（第2期） | 日本テレビ          | タイトルは「斉藤さん2」        |
| 僕とシッポと神楽坂 | 2018年          | テレビ朝日          |                                |
| 隣の男はよく食べる | 2023年          | テレビ東京、FCC     |                                |

## 発行部数
- 2003年9月1日 - 2004年8月31日、129,333部[11]
- 2004年9月 - 2005年8月、124,667部[11]
- 2005年9月1日 - 2006年8月31日、120,000部[11]
- 2006年9月1日 - 2007年8月31日、117,916部[11]
- 2007年10月1日 - 2008年9月30日、115,000部[11]
- 2008年10月1日 - 2009年9月30日、111,667部[11]
- 2009年10月1日 - 2010年9月30日、104,000部[11]
- 2010年10月1日 - 2011年9月30日、91,867部[11]
- 2011年10月1日 - 2012年9月30日、84,650部[11]
- 2012年10月1日 - 2013年9月30日、81,584部[11]
- 2013年10月1日 - 2014年9月30日、77,167部[11]
- 2014年10月1日 - 2015年9月30日、70,334部[11]
- 2015年10月1日 - 2016年9月30日、64,833部[11]
- 2016年10月1日 - 2017年9月30日、61,250部[11]
- 2017年10月1日 - 2018年9月30日、54,833部[11]
- 2018年10月1日 - 2019年9月30日、44,833部[11]
- 2019年10月1日 - 2020年9月30日、40,167部[11]
- 2020年10月1日 - 2021年9月30日、38,750部[11]
- 2021年10月1日 - 2022年9月30日、37,000部[11]
- 2022年10月1日 - 2023年9月30日、34,500部[11]
- 2023年10月1日 - 2024年9月30日、32,000部[11]